# Paweł Pukacki
Paweł Marian Pukacki (ur. 28 czerwca 1945 w Piłce k. Chodzieży) – polski fizjolog roślin, profesor nauk biologicznych w zakresie nauk leśnych

## Życiorys
Paweł Pukacki ukończył studia na Wydziale Leśnym Akademii Rolniczej w Poznaniu w 1969 z dyplomem magistra inżyniera leśnictwa. Stopień doktora otrzymał w 1977 w Instytucie Biologii Stosowanej macierzystej uczelni. W 1992 na Wydziale Ogrodniczym Akademii Rolniczej w Poznaniu otrzymał stopień doktora habilitowanego nauk rolniczych w zakresie ogrodnictwa na podstawie monografii Przechłodzenie wody tkankowej jako czynnik tolerancji komórek roślinnych na zamarzanie. Tytuł profesora nauk biologicznych został nadany przez Prezydenta RP w 2007.
Paweł Pukacki od 1970 pracował w Instytucie Dendrologii PAN w Kórniku kolejno jako asystent, starszy asystent (od 1972), adiunkt (od 1978), docent (1992) i profesor. Był kierownikiem Pracowni Mrozoodporności (1977-1999), a następnie Pracowni Fizjologii Stresów Abiotycznych (2000-2015) macierzystej jednostki. W latach 2007-2015 był członkiem Rady Naukowej Instytutu Dendrologii PAN w Kórniku. Jest członkiem Komitet Nauk Ogrodniczych Polskiej Akademii Nauk.
Profesor Pukacki specjalizuje się w biochemii nasion i fizjologii roślin. Jest autorem 134 publikacji naukowych i 4 książek. Wypromował 3 doktorów.
Obecnie jest emerytowanym profesorem.

## Wybrane publikacje
- Desiccation sensitivity and cryopreservation of the embryonic axes of the seeds of two Acer species. „Trees” 2015, 29, s.385–396 (wsp. Katarzyna Juszczyk)[8]
- Differential effects of spring reaclimation and deacclimation on cell membersof Norway spruce seedlings. „Acta Soc. Bot. Polon.” 2013, 82, 1, s.77-84 (wsp. Emilia Kamińska-Rożek)[9]
- Reactive species, antioxidants and cold tolerance during deacclimation of Picea abies populations. „Acta Physiol. Plant.” 2013, 35, s. 129-138 (wsp. Emilia Kamińska-Rożek)[10]
- Zagrożenia podczas krioprezerwacji osi zarodkowych nasion drzew. „Sylwan” 2013, 157, 11, s.842-853 (wsp. Katarzyna Juszczyk)[11]
- Membrane injury during freezing stress to winter wheat (Triticum aestivum L.) crowns. „J. Plant. Physiol.” 1991, 138, s.516–521 (wsp. Edward J. Kendall, Bryan, D. McKersie)[12]
- Freezing stress and membrane injury of Norway spruce (Picea abies) tissues. „Physiol. Plant.” 1987, 69, s.156–160 (wsp. Stanisława Pukacka)
- Freezing tolerance of Polish Norway spruce provenances. „Arbor Kórnickie” 1982, 26, s.149–159[13]
- Laboratoryjne metody oceny odporności roślin drzewiastych na niskie temperatury. „Arbor Kórnickie” 1973, 18. s.187-198[14]